# Haus zum Lindenbaum

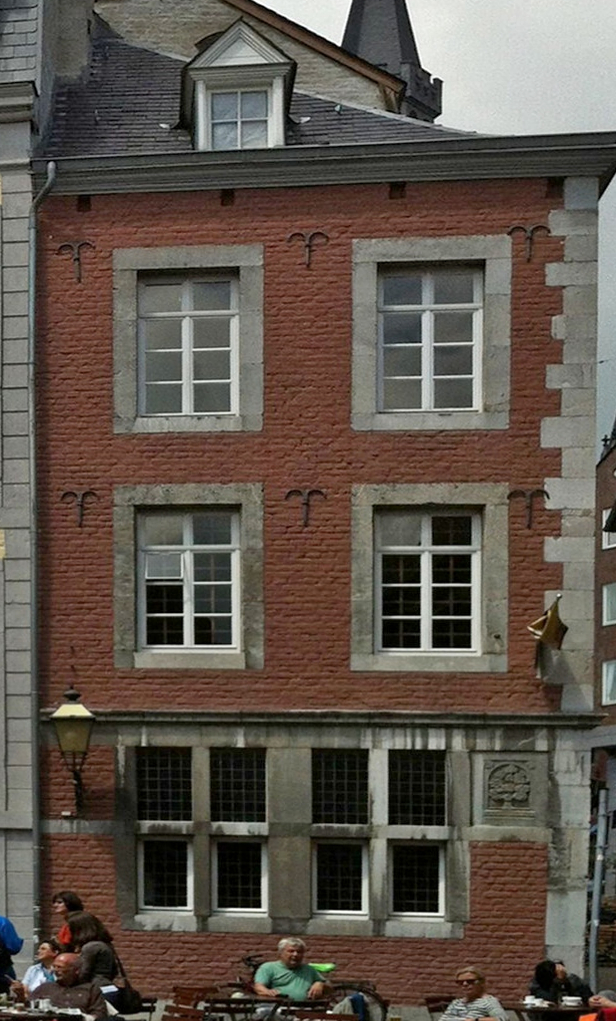
Haus zum Lindenbaum, Ansicht vom Hof

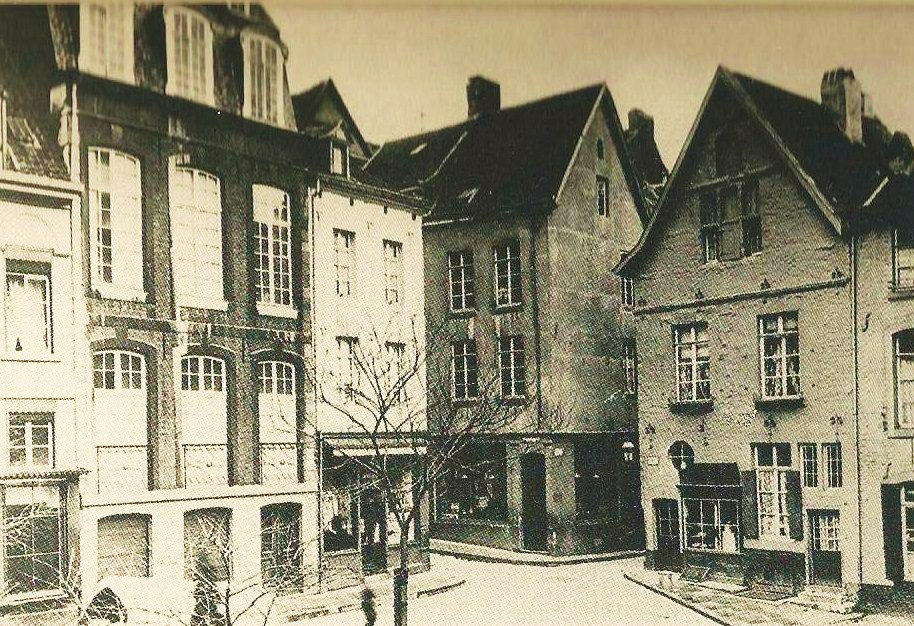
Kreuzungsbereich Hof, Rommelsgasse und Körbergasse vor 1890, Haus zum Lindenbaum an der Ecke zur Rommelsgasse mit umgebautem Ladengeschoss, links daneben das Rückgebäude von Haus Monheim

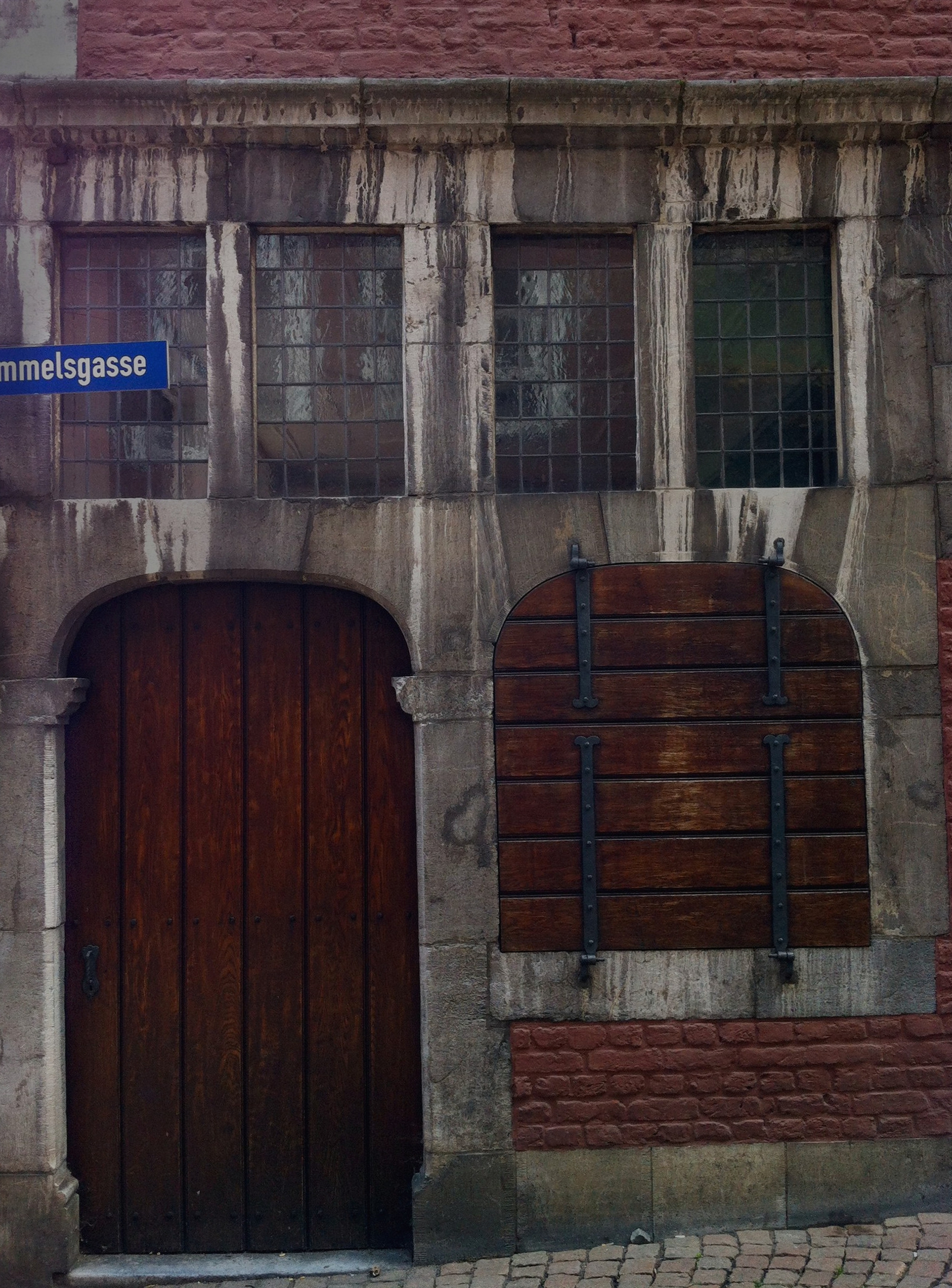
Ehemaliger Eingang an der Rommelsgasse mit Verkaufsfenster

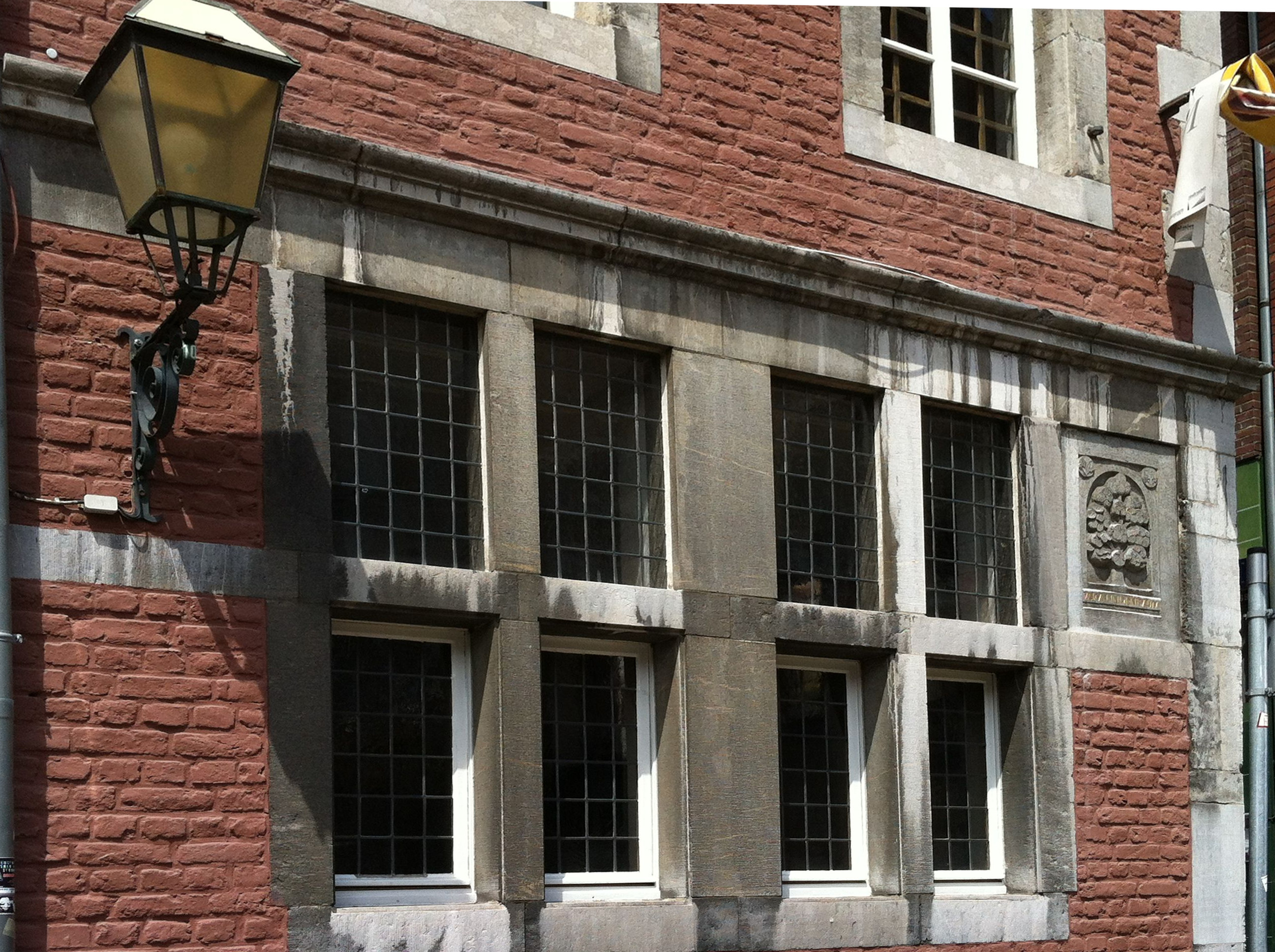
Kreuzstockfenster auf der Hof-Seite des Erdgeschosses mit Hauszeichen (rechts)

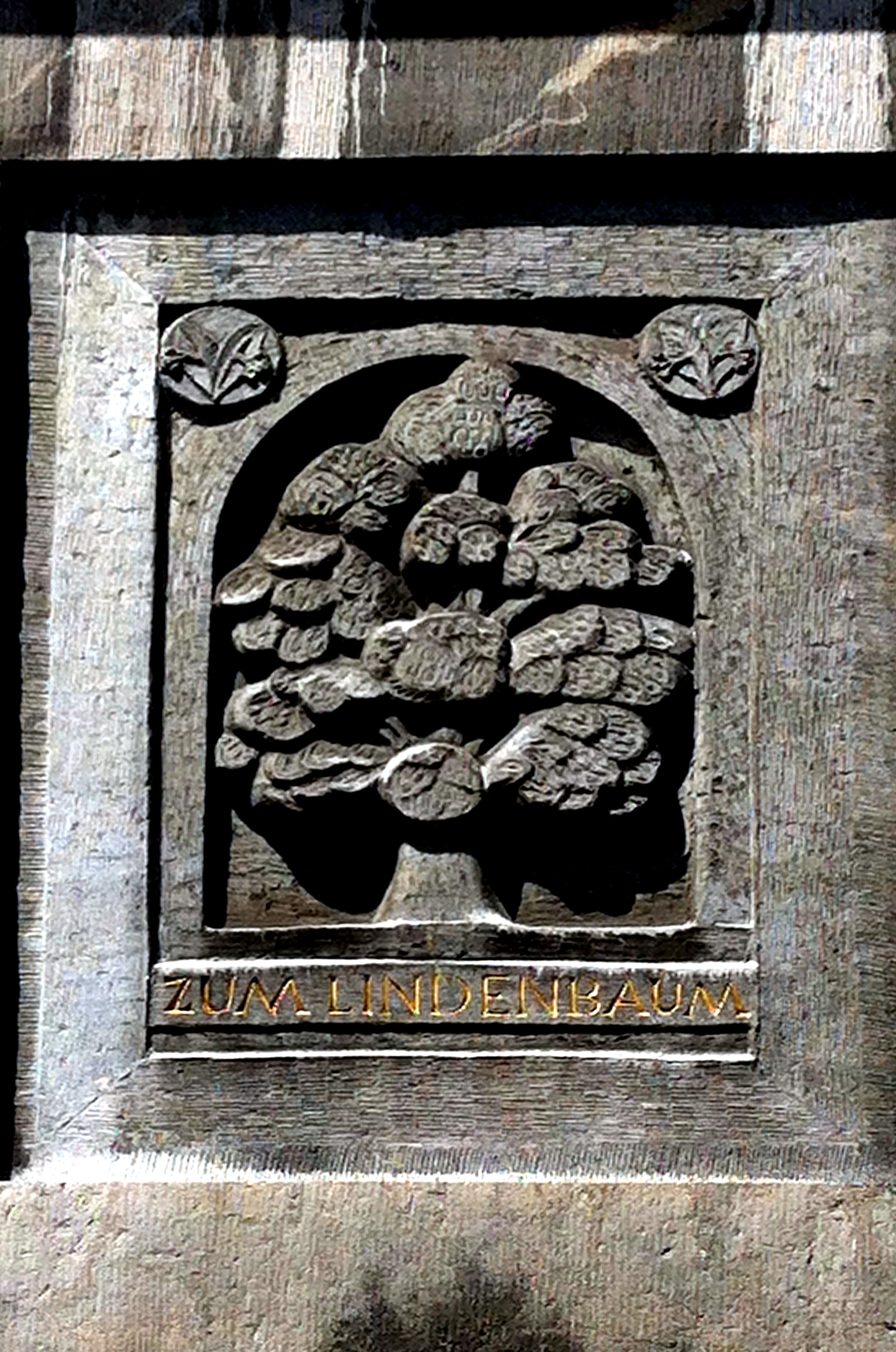
Hauszeichen

Das Haus zum Lindenbaum ist ein ehemaliges Geschäfts- und Wohnhaus in Aachen. Seit 1961 ist es Bestandteil des Couven-Museums. Das Gebäude steht unter Denkmalschutz.

## Lage
Das Haus ist ein Eckgebäude und liegt am Hof an der Ecke zur Rommelsgasse. Das Haus ist in einen Winkel zwischen dem Hauptgebäude und dem Hinterhaus von Haus Monheim eingezwängt. Die Postadresse ist zwar Hof 2, aber die Eingangstüre befindet sich in der Rommelsgasse. Allerdings ist sie von innen zugemauert, der Zugang zu dem Haus erfolgt heute nur vom Couven-Museum her.

## Geschichte
In dem ältesten Grundbuch der Stadt sind für das Gelände östlich der Stadtwaage, die den rechten Teil des heutigen Hauses Monheim einnahm, lediglich Verkaufsstände ausgewiesen. Diese wurden allmählich aus immer festeren Baustoffen ausgeführt, erst aus Holz, dann als Fachwerk und schließlich aus Backstein. Ein solcher Ursprung wird auch für das Haus zum Lindenbaum angenommen. Nach seiner Anlage, der Größe und der Bauform entspricht es einem typischen Aachener Haus des ausgehenden 16. bzw. frühen 17. Jahrhunderts.
Am 9. September 1656 wird erstmals ein Eigentümer namentlich genannt. Creutz (Christian) Freundt vermietet das Haus für fünf Jahre „sobald das Haus wirdt vollkommentlich gerüst“. Somit scheint das Haus beim großen Stadtbrand von Aachen im Mai dieses Jahres zwar beschädigt, aber nicht vernichtet worden zu sein. Schon am 7. September 1680 verkaufte Creutz Freundt das Haus an den Wundarzt Johann Schavoir. Seitdem wechselte das Haus mehrmals den Eigentümer. Im 19. Jahrhundert wurden die ursprünglich an der Rommelsgasse gelegene Türe und das daneben liegende Fenster zugemauert und zum Hof hin ein neuer Eingang mit einem großen Ladenschaufenster geschaffen. Die Fenster der beiden oberen Stockwerke wurden durch höhere Fenster mit gerader Steinrahmung ersetzt.
1961 kaufte die Stadt Aachen das Haus und ließ das Erdgeschoss wieder in den ursprünglichen Zustand zurückversetzen. Für die Steinkreuzfenster am Hof diente das nun wieder geöffnete Fenster an der Rommelsgasse als Vorbild. Nach dem Umbau wurde das Haus dem 1958 im benachbarten Haus Monheim eröffneten Couven-Museum angegliedert. 1967 wurde hier die Fliesensammlung von Peter Ludwig untergebracht, die er und seine Frau Irene Ludwig, geb. Monheim, dem Museum zunächst leihweise zur Verfügung stellten und 1982 schenkten. Bei der Generalsanierung des Couvenmuseums 1999–2001 wurde auch das Haus zum Lindenbaum überholt.

## Gebäude
Das Haus ist dreigeschossig und hat mit seinen Dimensionen von 6 m × 7 m einen fast quadratischen Grundriss. Die Fassade ist aus Ziegelsteinen und steinernen Fensterumrahmungen gebildet. Im Erdgeschoss sind die Fenster als steinerne Kreuzstockfenster gebildet. Beide Seiten des Hauses haben zwei Fensterachsen. Die Dachflächen laufen von beiden Seiten schräg in dem Winkel zwischen Haus Monheim und seinem Hinterhaus zusammen und haben je eine kleine Dachgaube.
Die Eingangstüre liegt direkt an der Ecke des Hauses in der Rommelsgasse. Sie hat einen korbbogenförmigen Türsturz. Das Kreuzstockfenster neben der Türe ist als typisch Alt-Aachener Verkaufsfenster gebildet. Die Holzverschläge gehen nicht wie Fensterläden zur Seite auf, sondern nach oben und unten. Der etwas kleinere Oberschlag diente hochgeklappt als Wetterschutz, und der nach unten geklappte Unterschlag, der auf langen Haken auflag, diente als Verkaufstheke. Über der Türe, dem Fenster und daneben sind drei durch je einen Steinbalken senkrecht unterteilte Oberfenster angeordnet.
An der Fassade zum Hof zeigt das Erdgeschoss zwei Steinkreuzfenster. Rechts daneben ist nahe an der Ecke zur Rommelsgasse eine Steintafel mit dem Hauszeichen angebracht, die jedoch erst bei dem Umbau in den 1960er Jahren geschaffen wurde. Die Fenster der Obergeschosse an Hof und Rommelsgasse sind Sprossenfenster in den Steinrahmungen aus dem 19. Jahrhundert.
Im Inneren hat das Haus vier übereinander liegende Räume, die jeweils den gesamten Grundriss einnehmen und nur von dem Haus Monheim aus zugänglich sind. In den beiden unteren sind die Wände mit Fliesen aus der Sammlung Ludwig verkleidet. Die beiden oberen werden von der Museumsverwaltung genutzt.

## Denkmalschutz
1977 wurde das Haus zum Lindenbaum vom Landeskonservator Rheinland, Günther Borchers, unter Mitwirkung des ersten Stadtkonservators Hans Königs im Denkmälerverzeichnis beschrieben:

„E 17., OG 1.H. 19. Jh,; 3 geschossig, die OG in 2 Achsen, Backstein mit Blausteinrahmen in den OG, d. EG mit Blaustein-Kreuzstockfenstern, z. T. rekonstruiert; die Fassade daneben Rückseite von Haus Hühnermarkt 17.“